# 嘉南平原

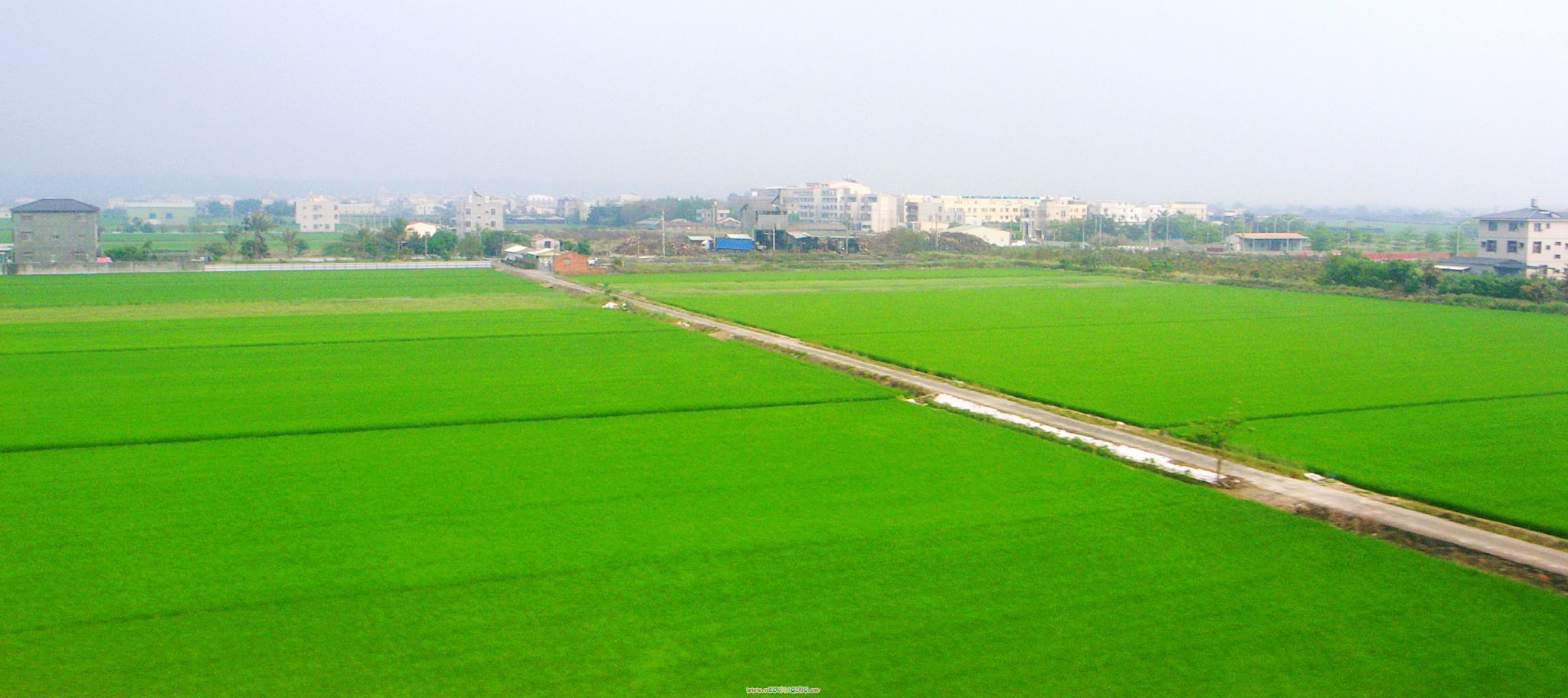
嘉南平原

嘉南平原の範囲を黄色で示す。緑色は彰化平原である。

嘉南平原（かなんへいげん）は、台湾南西部に位置する平原である。

## 概要
嘉南平原は台湾南西部に位置し、地勢は東に高く西に低い。総面積は約4,550平方kmである。嘉南平原という名前ではあるが、実際は現在の彰化県、雲林県、嘉義県、嘉義市、台南市および高雄市の行政区域に跨っており、台湾最大の平原かつ農業地帯で、濁水渓、北港渓、八掌渓、急水渓、曽文渓、塩水渓および二仁渓など河川の堆積作用により形成された沖積平野である。
東側の山地は阿里山山脈で、山麓の丘陵地は曽文渓により分断され、北側の嘉義丘陵および南側の新化丘陵を形成している。
嘉南平原の特色は降水量が少なく（夏は多雨、冬は乾燥）、日照時間が短く、土地の生産力は台北、宜蘭、台中、彰化の半分に過ぎなかった。また沿海地区には土壌の塩分が高い問題もあった。1930年に嘉南大圳が完工し、灌漑設備が大幅に改善してから、穀倉地帯の名で呼ばれることとなった。後に政府は長年にわたり水利施設の建設に注力し、現在台南市だけでも7ヵ所の貯水池があり、水資源は豊富である。
そのほか気候の要因により、嘉南平原には他地域ではあまり見られないサトウキビ畑と塩田がある。特に製糖業はかつて輸出産業の主力であり、旅客輸送も行っていた糖業鉄道にも関連して、嘉南平原の農村の風物となっている。
嘉南平原は台湾で最も早くから開発が行われた地であり、よって範囲が広く、複数の県と市に跨り、そのため域内各地の発展状況ははなはだ異なる。例えば彰化県、雲林県、嘉義県などの農業県では人口の流出が著しく、その一方で台南市および高雄市は人口が100万人を超える直轄市となっている。